# Lao Issara
Il Lao Issara (letteralmente: Laos libero) fu un movimento nazionalista e indipendentista laotiano fondato nel 1945. Fu alla base della conquista dell'indipendenza del paese, che si costituì a repubblica il 12 ottobre 1945 prendendo il nome Pathet Lao. Il movimento nacque per liberarsi dalla colonizzazione francese e si avvicinò agli analoghi movimenti dei Viet Minh e del Khmer Issarak, che sorsero nello stesso periodo rispettivamente in Vietnam ed in Cambogia.
Il ritorno dei colonizzatori francesi, che avevano occupato il Laos nel 1893 e ne erano stati allontanati dall'invasione giapponese del 1945, costrinse il governo del Lao Issara a restituire il potere a re Sisavang Vong il 23 aprile 1946 e a rifugiarsi a Bangkok. Dalla capitale thailandese il governo in esilio continuò le attività antifrancesi fino all'ottobre del 1949, quando le divergenze politiche tra i suoi capi decretarono lo scioglimento del Lao Issara.

## Premesse

### Colonizzazione francese
Al termine della breve guerra franco-siamese, nel 1893 la Francia costrinse il Regno del Siam a cedergli gran parte dei territori laotiani. I colonizzatori europei riunificarono il paese, che si era smembrato prima dell'assoggettamento ai siamesi all'inizio del XVIII secolo, ed inserirono il Protettorato del Laos nell'Indocina francese. Il paese riunificato in una formale repubblica venne ufficialmente chiamato Laos, traslitterazione in lingua francese del termine Lao (ລາວ), e fu diviso in 10 province; Il Regno di Luang Prabang fu lasciato in vita e al re Sisavang Vong venne concesso il potere legislativo sulla sola provincia locale ma non il controllo dell'esercito, che restava in mano ai francesi.
Nel 1898, il paese venne inserito nell'Indocina Francese, creata nel 1887. Nel 1904 vennero tolti al Siam ed annessi anche i territori oltre-Mekong dell'odierna Provincia di Xaignabouli e della parte occidentale del Principato di Champasak, che venne trasformato in una provincia di cui fu nominato governatore lo stesso principe. Questa situazione rimase pressoché inalterata per i decenni successivi, il Paese venne pacificato ed usato principalmente come Stato cuscinetto per proteggere i territori francesi da eventuali incursioni della vicina India britannica.
Inizialmente i laotiani accolsero favorevolmente il nuovo assetto politico, che li aveva affrancati dalla pesante dittatura siamese. In seguito i patrioti laotiani formarono movimenti di resistenza, buona parte dei quali confluì negli anni trenta nel Partito Comunista Indocinese, formatosi in Vietnam in quel periodo.

### Seconda guerra mondiale
Lo scoppio della seconda guerra mondiale cambiò gli equilibri nella regione, soprattutto dopo  l'invasione tedesca della Francia, che indebolì il governo dell'Indocina Francese privandolo di gran parte dei rifornimenti. Ne approfittò l'Impero del Giappone, che a fine estate del 1940 dispiegò le proprie truppe in gran parte dell'Indocina francese con il permesso delle autorità nominate dal Governo di Vichy, che preservò in tal modo la sovranità francese sui territori.

#### Guerra franco-thailandese
A trarre vantaggio dalla crisi francese fu poi il governo nazionalista di Bangkok, che provocò alla fine del 1940 la guerra franco-thailandese, al termine della quale recuperò con l'aiuto dei giapponesi parte dei territori laotiani ceduti ai francesi all'inizio del secolo. La perdita dei territori oltre il Mekong provocò l'indignazione della corte di Luang Prabang, a cui i francesi avevano garantito la salvaguardia delle terre laotiane nell'ambito del protettorato. I francesi dovettero ammettere le ragioni di re Sisavang Vong, e al regno-provincia di Luang Prabang furono annesse le province di Vientiane, Xiangkhoang e Luang Namtha, che si aggiunsero a quelle di Phôngsali e Houaphan cedute nei decenni precedenti.
Il trattato con cui furono annesse le province comprendeva un buon margine di autonomia per l'ingrandito regno, ed in questa fase si mise in evidenza il viceré Phetsarath, che diede un'eccellente organizzazione all'amministrazione e alle istituzioni laotiane. Per fronteggiare la propaganda anti-francese che i thailandesi infiltravano in Laos, le autorità coloniali promossero a partire dal 1941 la formazione del movimento chiamato Lao Nhay (Rinnovamento del Laos). I nazionalisti presero coraggio e tentarono un colpo di Stato che fu soffocato, ma portò alla formazione del movimento illegale Lao Pen Lao (Laos per i laotiani), che si rifugiò in Thailandia.

#### Occupazione giapponese
Quando le sorti del conflitto furono sfavorevoli alle potenze dell'Asse, dal dicembre del 1944 truppe della Francia Libera del generale Charles de Gaulle, che aveva coagulato le forze della resistenza francese, vennero paracadutate in Laos per organizzare milizie locali e fronteggiare i giapponesi. Questi risposero occupando Vientiane il 9 marzo 1945 e obbligando i francesi ad organizzarsi nella giungla. Le truppe di Tokyo giunsero a Luang Prabang il 7 aprile e il giorno dopo obbligarono il filo-francese re Sisavang Vong a proclamare l'indipendenza del paese, ma questi segretamente si tenne in contatto con i gruppi nazionalisti all'estero e con le truppe franco-laotiane di guerriglieri. Al principe Phetsarath Rattanavongsa furono confermate le cariche di primo ministro e viceré, gli fu inoltre accordato di formare il corpo dei funzionari civili e di aprire un conto bancario del regno ad Hanoi.

### Riorganizzazione dei francesi
Con la capitolazione giapponese del 15 agosto, le truppe di Tokyo si ritirarono ed il 28 agosto Phetsarath inviò un comunicato ai governatori delle province che confermava l'indipendenza del paese. Tre giorni prima, un battaglione franco-laotiano aveva occupato Luang Prabang ed il 3 settembre un altro battaglione si stanziò a Vientiane. In questo periodo si mise a disposizione per la lotta antifrancese il principe Souphanouvong, fratellastro di Phetsarath, sposato con una comunista vietnamita e reduce da 16 anni di permanenza ad Hanoi, dove aveva stretto legami con i comunisti Viet Minh, che avevano dichiarato l'indipendenza del Vietnam il 2 settembre. Propose di unire le forze con i Viet Minh per liberare l'Indocina, ma la sua offerta non fu accettata da Phetsarath. Il 15 settembre, Phetsarath proclamò la riunificazione del regno con capitale a Vientiane, malgrado la presenza delle truppe franco-laotiane, ed annunciò l'imminente formazione di un Parlamento. Il 22 del mese giunse in Laos un contingente cinese incaricato di presidiare il nord ed arrestare i giapponesi, che erano però già fuggiti a sud.

## Fondazione del Lao Issara ed istituzione della Repubblica del Pathet Lao
Il 7 ottobre 1945, Souphanouvong ed una delegazione di Viet Minh si incontrarono a Savannakhet con i partigiani guidati da Boun Oum, il principe di Champasak, che erano appena rientrati dall'esilio ed avevano preso il controllo della Provincia di Champasak. I due gruppi strinsero alleanza militare e formarono il Comitato del Laos Indipendente. Souphanouvong tornò verso nord occupando Thakhek e giungendo poi a Vientiane, dove il 15 ottobre si era installato il governo rivoluzionario chiamato Lao Issara.
Nel frattempo il re Sisavang Vong, che non si era mosso da Luang Prabang, era rimasto fedele ai francesi ed inviò una lettera di licenziamento a Phetsarath dalle cariche di primo ministro e viceré. Il principe accettò le dimissioni ma gli altri membri del governo iniziarono le ostilità contro la monarchia. Il 12 ottobre fondarono il Lao Issara e promulgarono la Costituzione provvisoria che istituiva la Repubblica del Pathet Lao e destituiva la monarchia; vennero nominati 34 membri del Comitato del Popolo, la maggior parte provenienti dal gruppo Lao Pen Lao, altri membri erano i governatori delle province, alcuni dei quali sarebbero stati informati della nomina solo in seguito. A capo del governo del Lao Issara fu posto il governatore di Vientiane Xieng Mao, mentre la presidenza della repubblica fu affidata a Phetsarath. Nel movimento confluì il Comitato del Laos Indipendente di Souphanouvong, che venne nominato ministro degli esteri e capo dell'esercito, e subito siglò un'alleanza militare con il governo Viet Minh egemonizzato dai comunisti di Ho Chi Minh.
Per formalizzare la nuova situazione politica, venne inviata un'armata a Luang Prabang, dove il comandante delle truppe francesi era stato arrestato dalla guarnigione cinese ed il governatore aveva fatto imprigionare i sostenitori della causa monarchica. Il sovrano fu costretto ad accettare la propria destituzione il 10 novembre e qualche giorno dopo il nuovo governo emanò un'ordinanza con la quale si proibiva ai ministri qualsiasi contatto con le autorità francesi.

## Governo
Il nuovo governo era nato su basi instabili, le province di Phongsali, Luang Namtha e Luang Prabang erano presidiate dai cinesi, quella nord-orientale di Xiangkhoang e quelle meridionali di Savannakhet e Khammouan erano in mano alla guerriglia franco-laotiana. Lo stesso Boun Oum di Champasak e guida del Lao Issara, pur alleato con il comunista Souphanouvong, dimostrava la sua simpatia per i francesi. L'unico supporto per il Lao Vietminh era quello delle truppe di Hanoi, che presidiavano le zone montane di confine limitando le operazioni delle truppe franco-laotiane. Verso fine anno, i francesi concentrarono i propri sforzi sulla precaria situazione in Vietnam, dove sarebbe in breve scoppiata la guerra d'Indocina. Furono costretti a diminuire le attività in Laos e le loro guarnigioni di Vientiane e di Luang Prabang furono scortate in Thailandia dalle truppe cinesi. Si indebolirono inoltre anche nelle altre province settentrionali.
Vi erano altri problemi che minavano la stabilità del Lao Issara, primo fra tutti quello economico: il caos che regnava e le spese militari prosciugarono le casse dello Stato e mancavano i soldi per pagare i funzionari. Insufficienti si rivelarono i tentativi di monopolizzare il controllo del traffico di oppio e di ricevere prestiti dalla Thailandia. In gennaio iniziò il rapido declino, mentre i francesi si riorganizzarono e con missioni aeree provenienti da Saigon rifornirono la guerriglia, che riprese il controllo delle principali vie di comunicazione con il Vietnam. La diplomazia di Parigi ottenne anche il ritiro delle truppe cinesi, che permise la riconquista di Savannakhet e l'assedio di Thakhek, roccaforte di Souphanouvong, dove in una sola giornata persero la vita circa mille laotiani.

## Restaurazione monarchica ed esilio
In evidente difficoltà, il governo dovette abbandonare Vientiane e trasferirsi a Luang Prabang; il 23 marzo 1946 chiese formalmente a Sisavang Vong di riprendere la carica di capo di Stato, ma il re non rispose subito. Con le truppe francesi ormai prossime alla città, i membri del governo fuggirono in Thailandia ed il 23 aprile il sovrano tornò al potere. Dichiarò nulli tutti gli atti emanati dall'occupazione giapponese in poi ed accettò l'istituzione del Regno del Laos, una monarchia costituzionale sotto protettorato francese.
Il governo del Lao Issara si riformò in esilio a Bangkok, appoggiato dalla locale diplomazia guidata nell'immediato dopoguerra dal progressista Pridi Banomyong, che aveva guidato la resistenza anti-giapponese in Thailandia e che sostenne poi i movimenti rivoluzionari del sudest asiatico. Gruppi sparsi di partigiani continuarono in Laos la resistenza contro i colonizzatori. Tra i membri del governo rifugiati a Bangkok vi fu anche il principe Souvanna Phouma, il quale a partire dagli anni cinquanta sarebbe diventato il leader della fazione che si batté per la riconciliazione nazionale. Si rifugiarono ad Hanoi altri membri del movimento Lao Vietminh, tra cui i futuri capi del Partito Rivoluzionario del Popolo Lao Kaysone Phomvihane e Nouhak Phoumsavanh, convinti che l'indipendenza del Laos avrebbe potuto arrivare solo con l'appoggio dei nord-vietnamiti. Anche il comandante delle guarnigioni di Savannakhet Thao O Anourack si rifugiò ad Hanoi, dove accettò la proposta di fondare un comitato per la liberazione del Laos. Iniziò le operazioni militari nel nord del paese tenendosi in contatto con la dirigenza di Lao Issara di Bangkok.
Mentre continuava la lotta di resistenza degli indipendentisti, che effettuavano operazioni di guerriglia anche lungo la frontiera thailandese, l'11 maggio 1947 fu promulgata la nuova Costituzione. Proclamava l'indipendenza del nuovo Regno del Laos sotto il protettorato dell'Unione francese, il nuovo organismo che controllava tutte le colonie francesi nel mondo e che sostituiva l'Indocina francese nel sudest asiatico. Nel 1948 venne affidata al principe di Champasak Boun Oum la carica di ispettore generale del regno, la terza più alta delle istituzioni.

## Scioglimento
Nel novembre 1947, un colpo di Stato militare pose fine in Thailandia all'egemonia di Pridi Banomyong, la cui politica anti-colonialista lo aveva reso inviso alle Potenze occidentali entrate nella guerra fredda contro l'Unione Sovietica. Fu in questo periodo che gli Stati Uniti iniziarono a rivolgere il proprio interesse alla delicata situazione del Sudest asiatico, estendendo la propria influenza sulla Thailandia, che nel 1953 sarebbe stata eletta baluardo contro l'infiltrazione comunista nella regione. Privo della copertura offerta dal governo thailandese, l'unico supporto rimasto a Lao Issara era quello nord-vietnamita. L'ostilità di Phetsarath verso i Viet Minh portò ad attriti insanabili con Souphanouvong, che uscì dal direttivo.
Il lavoro della diplomazia francese con i moderati del Lao Issara in esilio convinse la maggior parte dei membri ad accettare l'amnistia offerta dal governo laotiano e a ritornare nel paese nell'ottobre del 1949. Tale evento segnò lo scioglimento del governo in esilio e del movimento stesso. Phetsarath rimase a vivere per diversi altri anni in Thailandia, ritirandosi dalla vita politica, mentre continuò la lotta e si trasferì in Vietnam Souphanouvong, che l'anno successivo avrebbe fondato il movimento Nuovo Lao Issara, meglio noto con il nome Pathet Lao.

## Conseguenze
Il nuovo Regno del Laos ottenne nel 1954 l'indipendenza effettiva dalla Francia, costretta a ritirarsi dal sudest asiatico dopo la sconfitta nella guerra d'Indocina, culminata nel tracollo di Dien Bien Phu. Nello stesso periodo si scatenò la ventennale guerra civile laotiana, che rientrò nella guerra fredda e divenne il fronte occidentale della guerra del Vietnam. I ribelli del Pathet Lao di Souphanouvong avrebbero trionfato nel 1975 con l'istituzione dell'odierna Repubblica Popolare Democratica del Laos. La guerriglia comunista, appoggiata dalle truppe nord-vietnamite e dagli aiuti sovietici, pose fine al Regno del Laos, caduto sotto l'influenza degli Stati Uniti che intendevano arginare la diffusione del comunismo in Indocina. A capo dei governi laotiani durante il conflitto si succedettero il principe di Champassak Boun Oum, che rappresentava la fazione reazionaria e filo-occidentale, e il neutralista Souvanna Phouma, vanamente impegnato a cercare la riconciliazione nazionale.